# Озела (Тренто)
Озела је насеље у Италији у округу Тренто, региону Трентино-Јужни Тирол.
Према процени из 2011. у насељу је живело 13 становника. Насеље се налази на надморској висини од 618 м.